# クーパー川 (サウスカロライナ州)

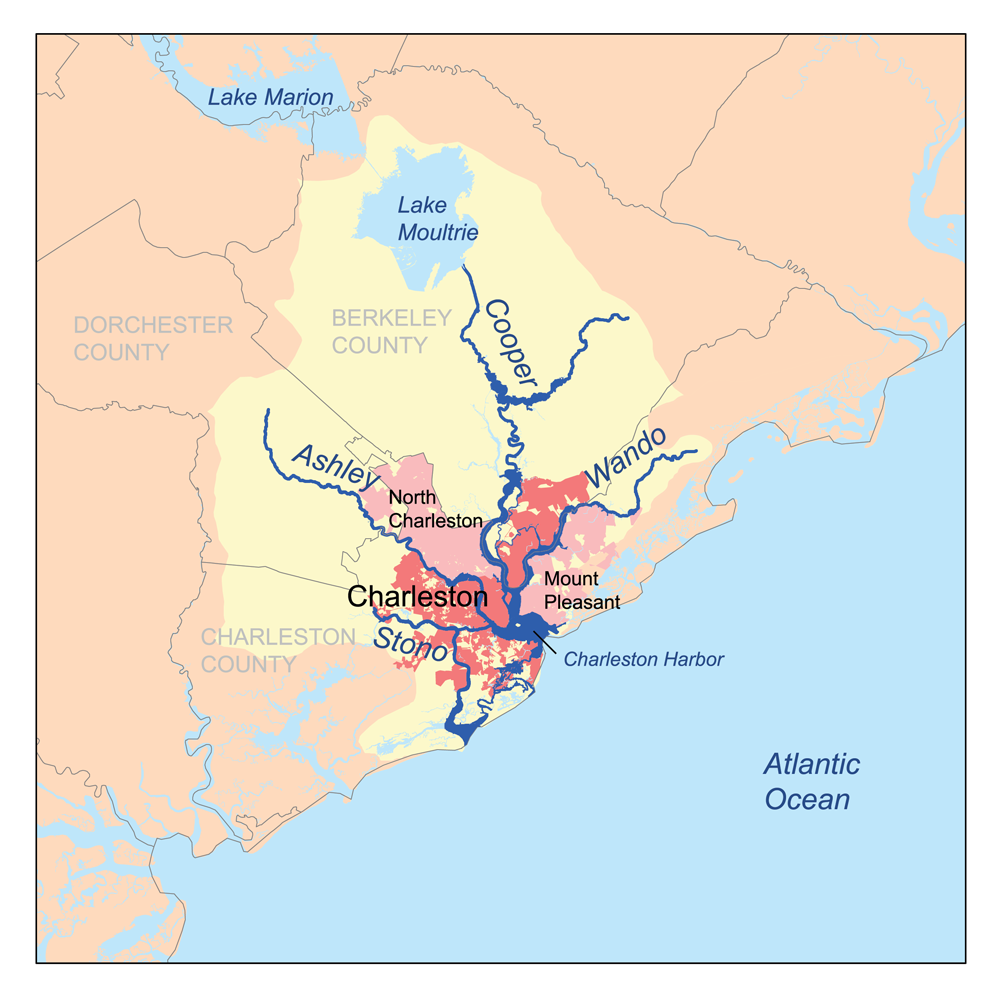

クーパー川 (クーパーがわ、Cooper River) はアメリカ合衆国サウスカロライナ州にある川。感潮河川。川沿いにはマウントプレザント、チャールストン、ノースチャールストン、グースクリーク、モンクスコーナー、ハナハン各市がある。
短く幅の広い川で、まずイーストブランチが合流。次いでワンドゥー川が合流し、それからアシュリー川があわさってチャールストン湾を形成する。
長く、重要な商業用水路として利用されており、クーパー川のウェストブランチ18世紀後半にはサンティー川と運河で結ばれた。ウェストブランチは現在もバークレー郡中央部で沼地としてはじまっているが、メインの水源は1940年代に作られたトレイルレイス運河によりモートリー湖に移っている。またモートリー湖は同時期に作られた分水路によりマリオン湖（サンティー川の人造湖）からの水が流入する。これによりクーパー川とサンティー川は実質的に一つの水系となっている。
名前はアントニー・アシュリー＝クーパーに由来する。
クーパー川には最初ジョン・P・グレイス・メモリアル橋が架けられた。だがすぐに機能的にも構造的にも不十分となり、1966年にサイラス・N・ピアマン橋がすぐ南に作られた。これらはその後4半世紀以上チャールストンとマウントプレザントを結ぶ唯一のルートであったが、1992年に上流にドン・N・ホルト橋が作られた。2005年にはアーサー・ラベネル・ジュニア橋が完成し、ジョン・P・グレイス・メモリアル橋とサイラス・N・ピアマン橋は解体された。
河口部にあるパトリオットポイント海軍海洋博物館には第二次世界大戦時の空母ヨークタウンなどが係留されている。